# Казиньяс
Казиньяс (порт. Casinhas) — муниципалитет в Бразилии, входит в штат Пернамбуку. Составная часть мезорегиона Сельскохозяйственный район штата Пернамбуку. Входит в экономико-статистический микрорегион Алту-Капибариби. Население составляет 13 747 человек. Занимает площадь 109,1 км². Плотность населения — 115,46 чел./км².

## История
Город основан 12 июля 1997 года. 

## Статистика
- Валовой внутренний продукт составляет 26 567 000,00 реалов (данные: Бразильский институт географии и статистики).
- Валовой внутренний продукт на душу населения составляет 1908,00 реалов (данные: Бразильский институт географии и статистики).
- Индекс развития человеческого потенциала на 2000 год составляет 0,588 (данные: Программа развития ООН).